# スピリッツ・オブ・セントルイス
スピリッツ・オブ・セントルイス (Spirits of St. Louis) は、かつてアメリカ合衆国ミズーリ州セントルイスに存在したABAのバスケットボールチーム。1967年に創設され、1976年に解散した。

## 歴史

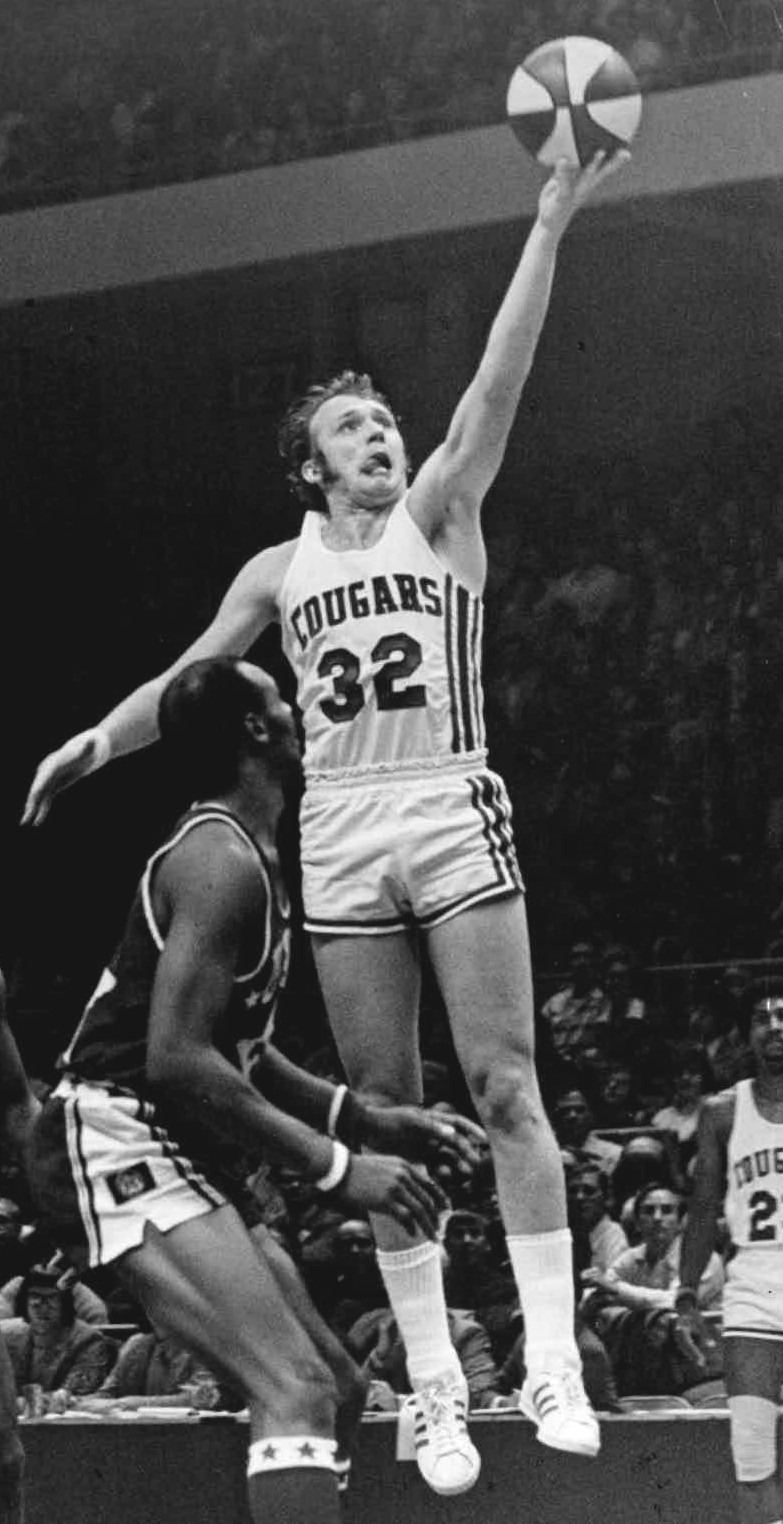
ビリー・カニンガム

チームは1967年にヒューストン・マーベリックス (Houston Mavericks) として創設され、同年に誕生したABAに加盟した。創設当初は殿堂入り選手であるスレーター・マーティンがヘッドコーチとして指揮をとったが、チームの成績は低迷し、観客動員数はリーグ最底レベルであった。
マーベリックスは1969年に本拠地を移転し、カロライナ・クーガーズ (Carolina Cougars) と改称した。移転後3シーズンは勝率4-5割台に留まっていたが、1972年に名将ラリー・ブラウンがヘッドコーチに就任するとチームは強豪へと変貌した。1972-73シーズンは元NBAのスター選手であるビリー・カニンガムを擁してリーグトップの57勝を記録し、カニンガムはMVPを獲得した。クーガーズはプレーオフでディビジョン決勝まで勝ち上がったが、ケンタッキー・カーネルズに3勝4敗で敗退した。翌シーズンはカニンガムが32試合の出場に留まったため成績を落とし、プレーオフではディビジョン準決勝敗退に終った。
チームは1974年に売却され、スピリッツ・オブ・セントルイスと改称した。ブラウンとカニンガムが去ったチームは以後勝ち越すことはなかったが、モーゼス・マローンやモーリス・ルーカスなど、後にNBAで活躍する選手たちがプレーした。1976年にABAとNBAの合併が決定した際、スピリッツは経営難などを理由にNBAへの参加が認められず、同年を最後に解散した。ABAでの戦績は9シーズンで334勝410敗（勝率.449）であった。しかし、球団オーナーであったシルナ兄弟はスピリッツのNBAへの参加をあきらめる代わりとして、NBAへ参加する元ABAチームのテレビ放映権から得られる資金の7分の1、もしくはNBA全体のテレビ放映権から得られる資金の2パーセントを永遠に得られるという非常に先見の明がある契約をNBAと交わしていた。この後にテレビ放送網の発達によってNBA中継の放映権は高騰して行き、シルナ兄弟は契約によって莫大な資産を得ることが出来た。2014年、NBAによって5億ドルでこの契約の買い取りが行われ、チーム消滅から40年近く経過してなお強烈な存在感を示し31番目のNBAのチームと呼ばれた。